# 14 марта
14 марта — 73-й день года (74-й в високосные годы) по григорианскому календарю.
До конца года остаётся 292 дня.
До 15 октября 1582 года — 14 марта по юлианскому календарю, с 15 октября 1582 года — 14 марта по григорианскому календарю.
В XX и XXI веках соответствует 1 марта по юлианскому календарю.

## Праздники и памятные дни
См. также: Категория:Праздники 14 марта

### Национальные
- Украина — День украинского добровольца[2].
- Япония — Белый день.

### Неофициальные
- Международный день числа π.
- День стейка и минета

### Религиозные

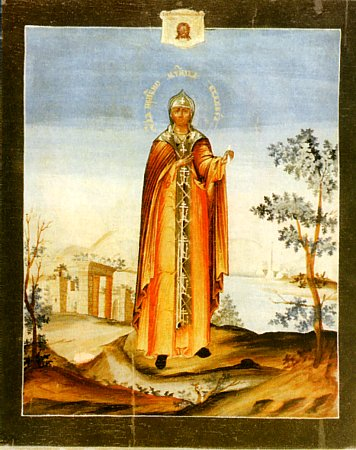
Святая Евдокия

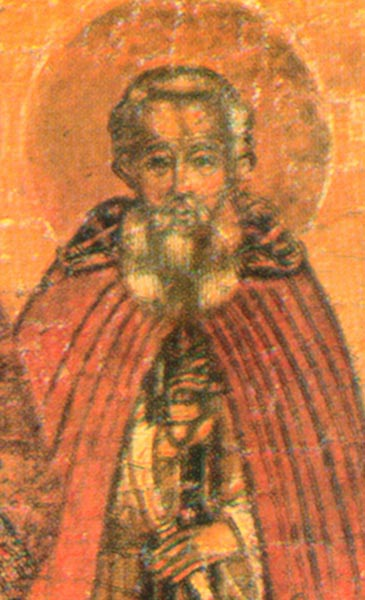
Мартирий Зеленецкий

#### Католицизм
- Память Матильды Рингельхаймской.

#### Православие[3][4]
- Память преподобномученицы Евдокии (160—170);
- память преподобного Мартирия Зеленецкого (1603);
- память мучеников Нестора и Тривимия (III)[5];
- память мученицы Антонины (III—IV)[6];
- память мучеников Маркелла и Антония;
- память преподобной Домнины Сирийской (ок. 450—460);
- память священномучеников Василия Никитского, Петра Любимова, Иоанна Стрельцова, Вениамина Фаминцева, Михаила Букринского, пресвитеров, преподобномученика Антония (Коржа), иеродиакона, преподобномучениц Анны Макандиной, Дарии Зайцевой, Евдокии (Архиповой), Ольги Жильцовой, Александры Дьячковой, Матроны Макандиной, мученика Василия Архипова, мученицы Надежды Аббакумовой (1938);
- память священномученика Александра Ильенкова пресвитера (1942);
- память священномученика Василия Константинова-Гришина пресвитера (1943);
- День православной книги.

### Именины
- Католические: Матильда.
- Православные: Александр, Александра, Анна, Антоний, Антонина, Василий, Вениамин, Дарья, Домнина, Евдокия, Иван, Маркелл, Мартирий, Матрона, Михаил, Надежда, Нестор, Ольга, Пётр, Тривимий[3][4].

## События
См. также: Категория:События 14 марта

### До XX века

Герб Санкт-Петербурга

- 1044 — началось строительство детинца (кремля) в Новгороде.
- 1309 — эмир Гранады Мухаммад III аль-Махлу вынужден отказаться от трона в пользу своего брата Насра I.
- 1369 — Битва при Монтьеле, определившая победителя в Гражданской войне в Кастилии.
- 1489 — Венеция выкупила Кипр у его королевы Екатерины Корнаро.
- 1590 — битва при Иври в ходе англо-испанской войны, победа англичан и французов.
- 1730 — утверждён герб Санкт-Петербурга.
- 1794 — американский изобретатель Эли Уитни получил патент на хлопкоочистительную машину
- 1839 — выступая перед коллегами, Джон Гершель впервые использует термин «фотография».
- 1861 — сардинский король Виктор Эммануил II провозгласил себя королём Италии.
- 1864 — сражение за форт Де Русси в ходе гражданская войны в США, победа северян.
- 1900 — в соответствии с Законом о золотом стандарте в США бумажные и металлические деньги обеспечиваются золотом.

### XX век
- 1917
  - Временный комитет Государственной думы России получил де-факто признание правительств Великобритании и Франции.
  - Петроградский совет рабочих и солдатских депутатов издал приказ № 1 по Петроградскому гарнизону об узаконении солдатских комитетов, в распоряжение которых передавалось всё оружие. Офицеры были лишены дисциплинарной власти над солдатами.
  - Началось восстание Кронштадтской военно-морской базы. Убит военный губернатор Кронштадта вице-адмирал Роберт Вирен.
- 1920 — началось строительство Шуховской башни на Шаболовке в Москве.
- 1926
  - В СССР в связи с 45-й годовщиной убийства императора Александра II девяти бывшим участникам покушения назначена персональная пенсия.
  - Крушение поезда в Коста-Рике, ехавшего по мосту через каньон, 385 погибших.
- 1927 — на воду спускается первый советский торпедный катер АНТ-3 «Первенец».
- 1930 — 11-летняя школьница из Оксфорда Венеция Бёрни предлагает имя «Плутон» для открытой девятой планеты. При голосовании 24 марта в обсерватории Лоуэлла, в которой планета была открыта, это имя получило все голоса, и 1 мая 1930 года имя планеты Плутон было официально опубликовано.
- 1931 — вышел первый индиийский звуковой фильм — «Свет мира».
- 1939 — германские войска начали оккупацию Чехословакии. Словакия и Подкарпатская Русь формально провозгласили независимость. В моравском городе Мистек в бой с германским полком вступила рота солдат под командованием капитана Павлика (бой за Чаянковы казармы) — единственный случай организованного сопротивления немецкому вторжению.
- 1944 — Вторая мировая война: ликвидировано Краковское гетто.
- 1945 — Вторая мировая война: Королевские военно-воздушные силы Великобритании впервые применили сейсмическую бомбу Grand Slam.
- 1954 — завершается строительство Кольцевой линии Московского метрополитена.
- 1956 — американская компания Ampex продемонстрировала первый в мире видеомагнитофон VR-1000.
- 1966 — Китай назвал предложение о дружбе вице-президента США Хьюберта Хамфри поцелуем Иуды.
- 1972 — катастрофа SE-210 под Кальбой (ОАЭ). Погибли 112 человек, стала крупнейшей авиакатастрофа в Объединённых Арабских Эмиратах.
- 1979 — катастрофа Boeing 727 в Дохе. Погибли 45 человек, стала крупнейшей авиакатастрофой в Катаре.
- 1980 — катастрофа Ил-62 в Варшаве. Погибли 87 человек, была крупнейшей авиакатастрофой в Польше.
- 1982 — группа Metallica дала свой первый концерт на сцене Radio City в городе Анахайм, Калифорния.
- 1983 — первый беспосадочный перелёт через Атлантический океан на Кубу Ту-142М авиации Северного флота ВМФ СССР.
- 1988 — сражение у островов Спратли между Китаем и Вьетнамом
- 1990 — из Конституции СССР исключена статья 6 о руководящей роли КПСС.
- 1994 — релиз Linux версии 1.0.0.
- 1995 — Норман Тагард стал первым американским астронавтом, совершившим полёт в космос на российском корабле.

### XXI век
- 2004
  - В США в калифорнийской пустыне Мохаве прошла гонка автомобилей-роботов. Все сошли с дистанции[7].
  - Владимир Путин избран президентом России на второй срок.
- 2006 — попытка государственного переворота в Чаде.
- 2016 — президент России Владимир Путин приказал начать вывод воинской группировки России из Сирии (войска были введены 30 сентября 2015 года), т. н. «первая победа в Сирии». Активная фаза операции продолжилась.
- 2017 — катастрофа S-92 в Атлантике[англ.]. Погибли все 4 члена экипажа.
- 2019 — циклон Идай вызвал проливные ливни в Мозамбике, в результате которых погибло около 1000 человек

## Родились
См. также: Категория:Родившиеся 14 марта

### До XIX века

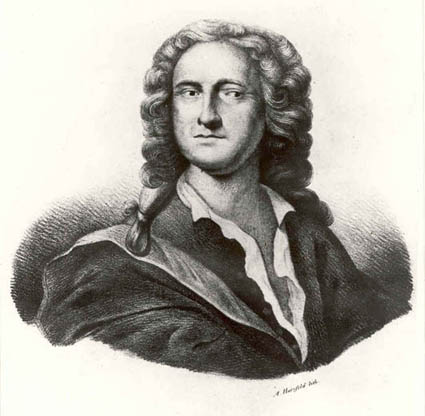
Телеман

- 1681 — Георг Филипп Телеман (ум. 1767), немецкий композитор, капельмейстер, музыкальный деятель.
- 1709 — Габриэль Бонно де Мабли (ум. 1785), французский социальный философ, утопист.
- 1794 — Юзеф Бем (ум. 1850), польский полководец.

### XIX век
- 1804

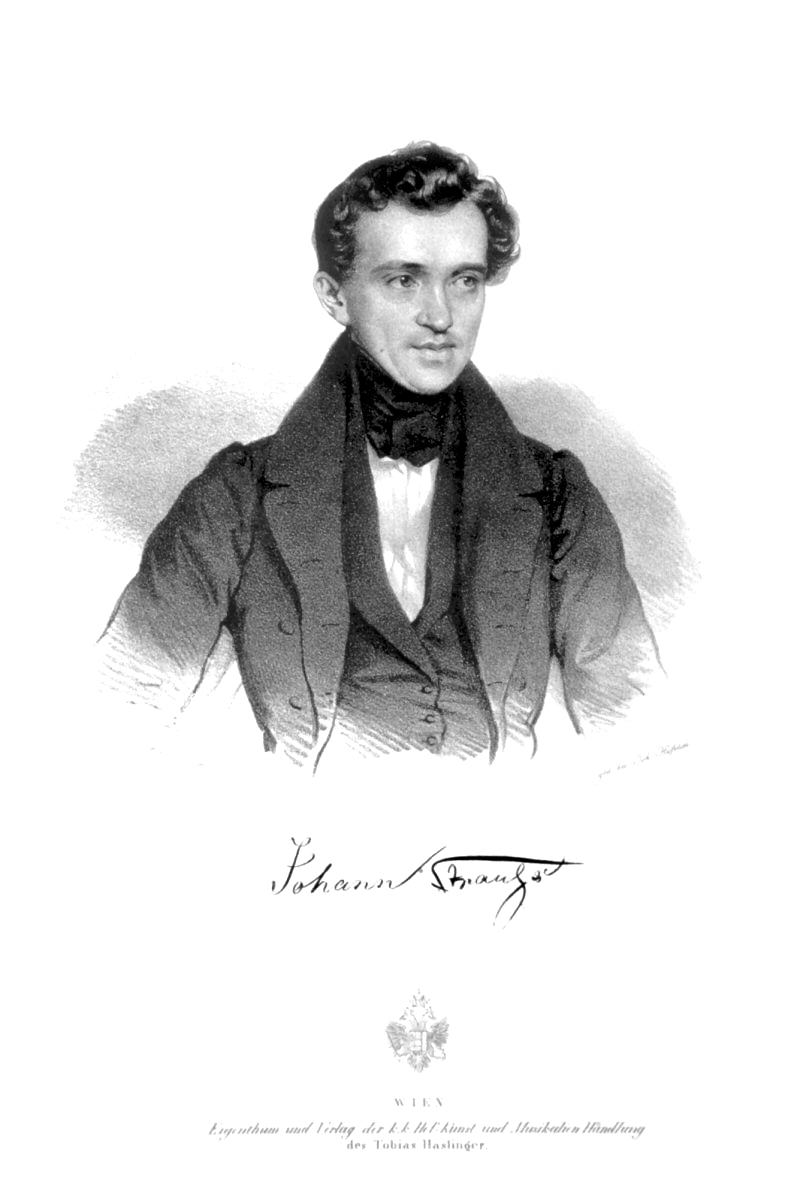
Иоганн Штраус

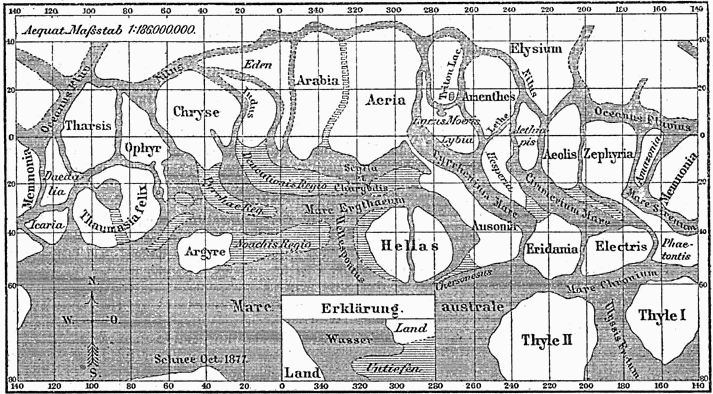
Карта Марса по Скиапарелли

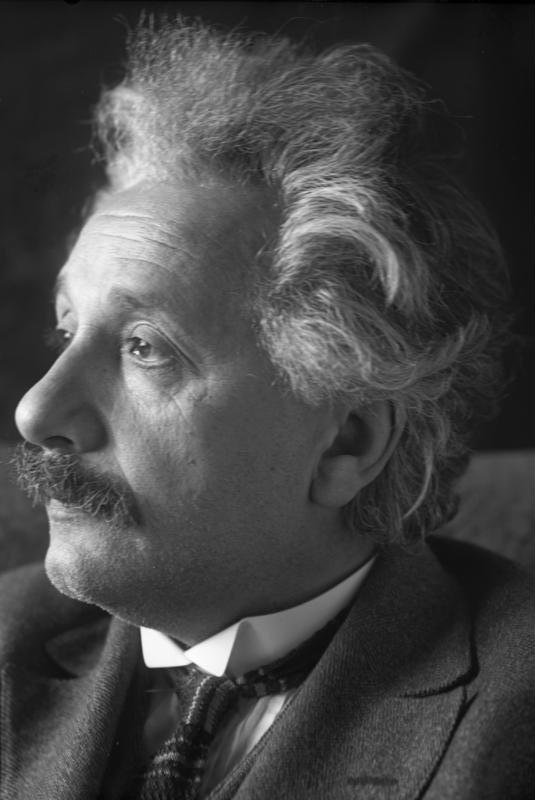
Альберт Эйнштейн

  - Иоганн Штраус (ум. 1849), австрийский композитор, скрипач, дирижёр, автор вальсов.
  - Алексей Веденяпин (ум. 1847), русский офицер, декабрист, член Общества соединённых славян.
- 1820 — Виктор Эммануил II (ум. 1878), король Сардинского королевства (Пьемонта); первый король единой Италии нового времени (с 1861).
- 1823 — Теодор де Банвиль (ум. 1891), французский писатель, поэт, теоретик «искусства для искусства».
- 1833 — Люси Тейлор (ум. 1910), первая американская женщина-дантист.
- 1835 — Джованни Вирджинио Скиапарелли (ум. 1910), итальянский астроном; в 1877 г. обнаружил на Марсе сеть тонких линий, которые назвал каналами.
- 1844 — Умберто I (убит в 1900), итальянский король (с 1878).
- 1853 — Фердинанд Ходлер (ум. 1918), швейцарский художник.
- 1854
  - Пауль Эрлих (ум. 1915), немецкий врач, бактериолог и биохимик, лауреат Нобелевской премии (1908).
  - Александру Мачедонский (ум. 1920), румынский писатель.
- 1858 — Эдуард Толль (ум. 1902), российский геолог, полярный исследователь.
- 1864 — Альфред Редль (покончил с собой в 1913), второе лицо в австро-венгерской военной разведке; впоследствии завербован Россией.
- 1867 — Филотео Альберини (ум. 1937), итальянский режиссёр, изобретатель, один из пионеров кинематографа.
- 1868 — Александр Недошивин (ум. 1943), русский православный священник, эсперантист.
- 1870 — Евдокия Турчанинова (ум. 1963), театральная актриса, народная артистка СССР.
- 1876 — Лев Берг (ум. 1950), русский советский географ, ихтиолог.
- 1879
  - Тхань-тхай фе-де (ум. 1954), 10-й император Вьетнама из династии Нгуен, правивший с 31 января 1889 по 3 сентября 1907 года.
  - Альберт Эйнштейн (ум. 1955), немецкий и американский физик-теоретик, автор теории относительности, лауреат Нобелевской премии (1921).
- 1886 — Владимир Фаворский (ум. 1964), график, живописец, искусствовед, педагог, народный художник СССР, член АХ СССР.
- 1887 — Сильвия Бич (ум. 1962), американская писательница и издатель.
- 1891 — Амвросий Бучма (ум. 1957), актёр театра и кино, режиссёр, народный артист СССР.

### XX век

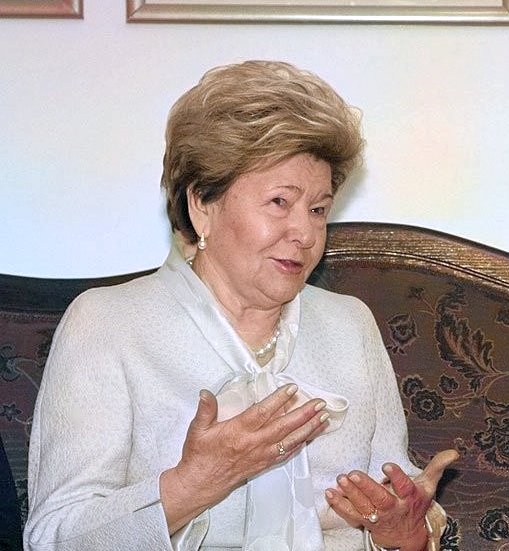
Наина Ельцина

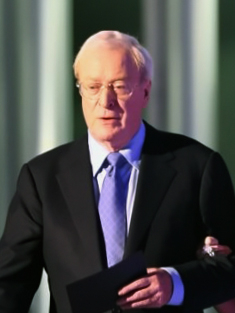
Майкл Кейн

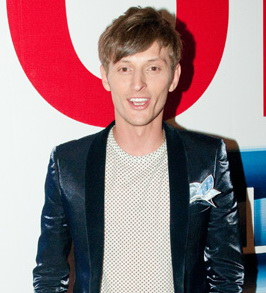
Павел Воля

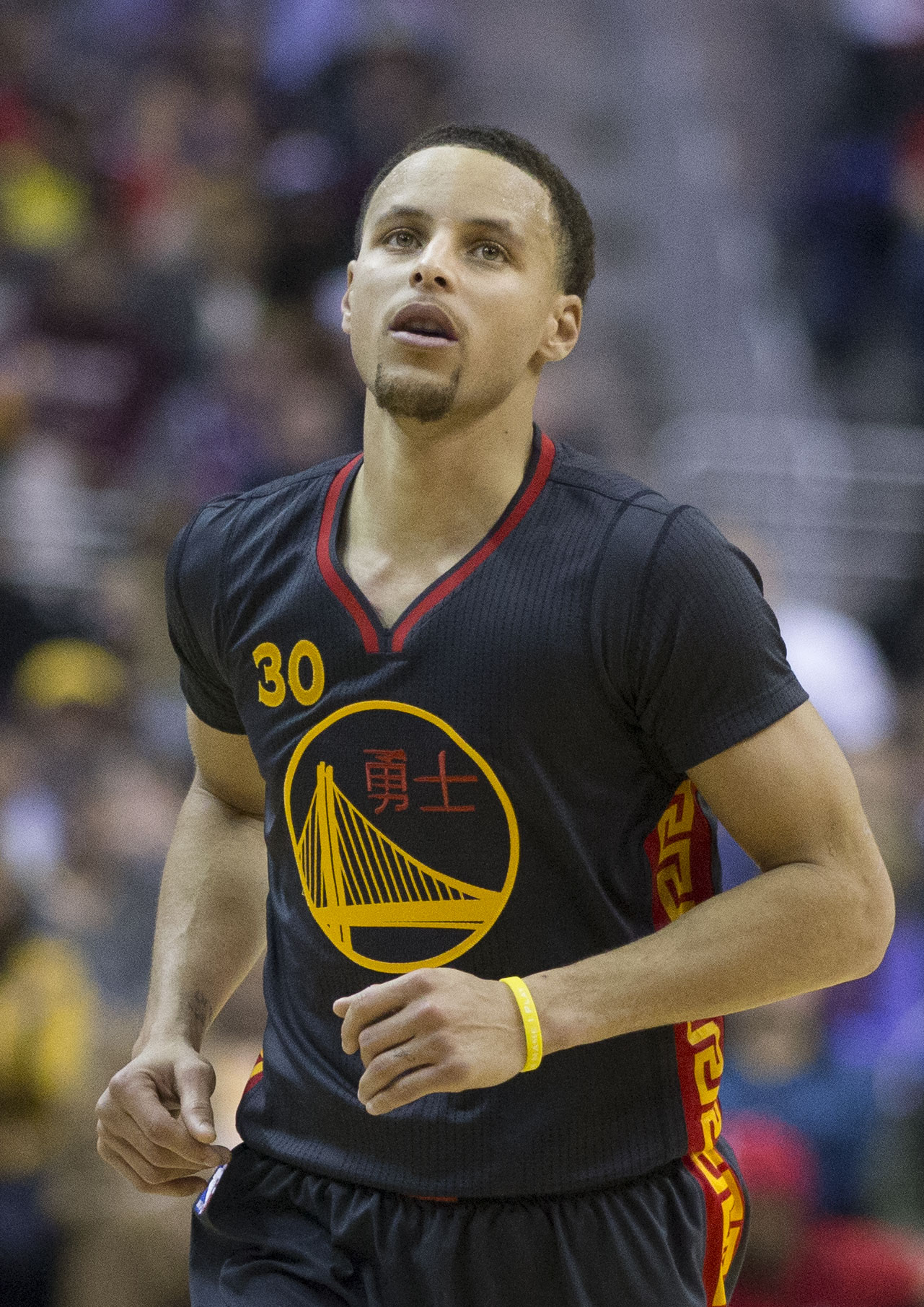
Стеф Карри

- 1902 — Анри Барбе (ум. 1966), французский политик, коммунист, позже фашист, коллаборационист во время Второй мировой войны, в послевоенное время — журналист.
- 1903 — Мустафа Барзани (ум. 1979), курдский военный и политический деятель, лидер национально-освободительного движения в Иракском Курдистане.
- 1905 — Юрий Лавров (ум. 1980), актёр театра и кино, народный артист СССР.
- 1908 — Николай Раков (ум. 1990), композитор, пианист, дирижёр, педагог, народный артист СССР.
- 1909
  - Александр Гитович (ум. 1966), русский советский поэт, переводчик китайской и корейской литературы.
  - Григорий Бояджиев (ум. 1974), советский театровед, театральный критик и педагог.
  - князь Сергей Голицын (ум. 1989), русский советский писатель, мемуарист, инженер-топограф, военный строитель.
- 1911 — Акира Ёсидзава (ум. 2005), популяризатор оригами, превративший его в форму искусства.
- 1912
  - Джон Амери (ум. 1945), известный военный преступник, британский коллаборационист, создатель британских формирований СС во время Второй мировой войны.
  - Иосиф Рапопорт (ум. 1990), учёный-генетик, член-корреспондент АН СССР.
  - Борис Черток (ум. 2011), советский и российский учёный-конструктор, один из ближайших соратников С. П. Королёва. Академик РАН (2000), Герой Социалистического Труда (1961).
- 1913 — Георгий Гулиа (ум. 1989), русский писатель абхазского происхождения.
- 1917 — Николай Королёв (ум. 1974), советский боксёр и тренер, 4-кратный абсолютный чемпион СССР.
- 1920 — Алексей Хомич (ум. 1980), советский футболист, вратарь.
- 1922 — Анатолий Соловьёв (ум. 2000), актёр театра и кино, заслуженный артист РСФСР.
- 1923 — Диана Арбус (покончила с собой в 1971), американский фотограф-документалист.
- 1925
  - Римма Жукова (ум. 1999), советская спортсменка-конькобежец, чемпионка мира.
  - Джон Уэйн (ум. 1994), английский писатель.
- 1928 — Фрэнк Борман (ум. 2023), американский астронавт.
- 1930
  - Егор Яковлев (ум. 2005), советский и российский журналист, главный редактор ряда изданий.
  - Кирилл Ковальджи (ум. 2017), русский писатель и переводчик.
  - Василий Песков (ум. 2013), писатель, журналист, телеведущий, путешественник, лауреат Ленинской премии.
- 1932 — Наина Ельцина, жена первого Президента России Бориса Ельцина.
- 1933
  - Куинси Джонс (ум. 2024), американский композитор и продюсер.
  - Майкл Кейн, английский актёр, обладатель двух «Оскаров».
- 1937 — Владимир Савельев, советский и украинский кинорежиссёр, актёр, сценарист, продюсер.
- 1939
  - Ив Буассе (ум. 2025), французский режиссёр и сценарист.
  - Глаубер Роша (ум. 1981), бразильский кинорежиссёр, сценарист, продюсер.
  - Бертран Блие (ум. 2025), французский кинорежиссёр, сценарист и писатель.
- 1941
  - Вольфганг Петерсен (ум. 2022), немецкий и американский режиссёр, сценарист и продюсер.
  - Ольга Яковлева, актриса театра и кино, народная артистка РСФСР.
- 1944 — Вацлав Недоманский, чехословацкий хоккеист, чемпион мира (1972).
- 1947
  - Джанни Белла, итальянский певец и композитор.
  - Геннадий Трошев (погиб в 2008), советский и российский военачальник, генерал-полковник, Герой России.
- 1948 — Билли Кристал, американский актёр, кинорежиссёр, конферансье, сценарист и продюсер.
- 1955 — Алексей Пажитнов, советский и американский программист, создатель игры «Тетрис».
- 1956 — Тереза Сандерсон, британская метательница копья, олимпийская чемпионка (1984).
- 1957 — Александр Левин, поэт и автор песен.
- 1958
  - Альбер II, правящий князь Монако (с 2005).
  - Леонард Сток, австрийский горнолыжник, олимпийский чемпион (1980).
- 1959 — Тамара Тюни, американская актриса, режиссёр и продюсер.
- 1961 — Пенни Джонсон Джеральд, американская актриса.
- 1965 — Аамир Хан, индийский актёр, продюсер, режиссёр.
- 1967
  - Игорь Артамонов, российский политик, экономист. Губернатор Липецкой области (с 2019).
  - Наталья Суркова, российская актриса театра и кино.
- 1968 — Миган Фоллоуз, канадско-американская актриса.
- 1973 — Бетси Брандт, американская телевизионная актриса.
- 1974 — Грейс Пак, американо-канадская актриса корейского происхождения.
- 1976 — Дэниел Гиллис, канадско-новозеландский актёр.
- 1978 — Питер ван ден Хогенбанд, нидерландский пловец, трёхкратный олимпийский чемпион
- 1979
  - Николя Анелька, французский футболист.
  - Павел Воля, российский артист, комик.
  - Станислав Кудж, российский учёный, специалист в области автоматизированных систем государственного управления, многопрофильных и многофункциональных информационных систем.
- 1980 — Нелли Уварова, российская актриса.
- 1983 — Бахтияр Артаев, казахстанский боксёр, олимпийский чемпион (2004).
- 1984 — Михаил Лобухин, артист балета, премьер Большого театра, балетный педагог.
- 1986 — Джейми Белл, английский киноактёр.
- 1988
  - Саша Грей, американская порноактриса.
  - Стеф Карри, американский баскетболист, 4-кратный чемпион НБА, дважды MVP НБА, олимпийский чемпион, двукратный чемпион мира.
- 1992
  - Эрик Густафссон, шведский хоккеист, чемпион мира (2018).
  - Ингрид Олеринская, российская актриса.
- 1993 — Джей Ти Миллер, американский хоккеист.
- 1994 — Энсел Элгорт, американский актёр.
- 1996 — Заурбек Сидаков, российский борец вольного стиля, олимпийский чемпион (2020).
- 1997
  - Симона Байлз, американская гимнастка, 4-кратная олимпийская чемпионка, 23-кратная чемпионка мира.
  - Харри Лаврейсен, нидерландский велогонщик, двукратный олимпийский чемпион, многократный чемпион мира и Европы.

### XXI век
- 2008 — Эбби Райдер Фортсон, американская актриса.

## Скончались

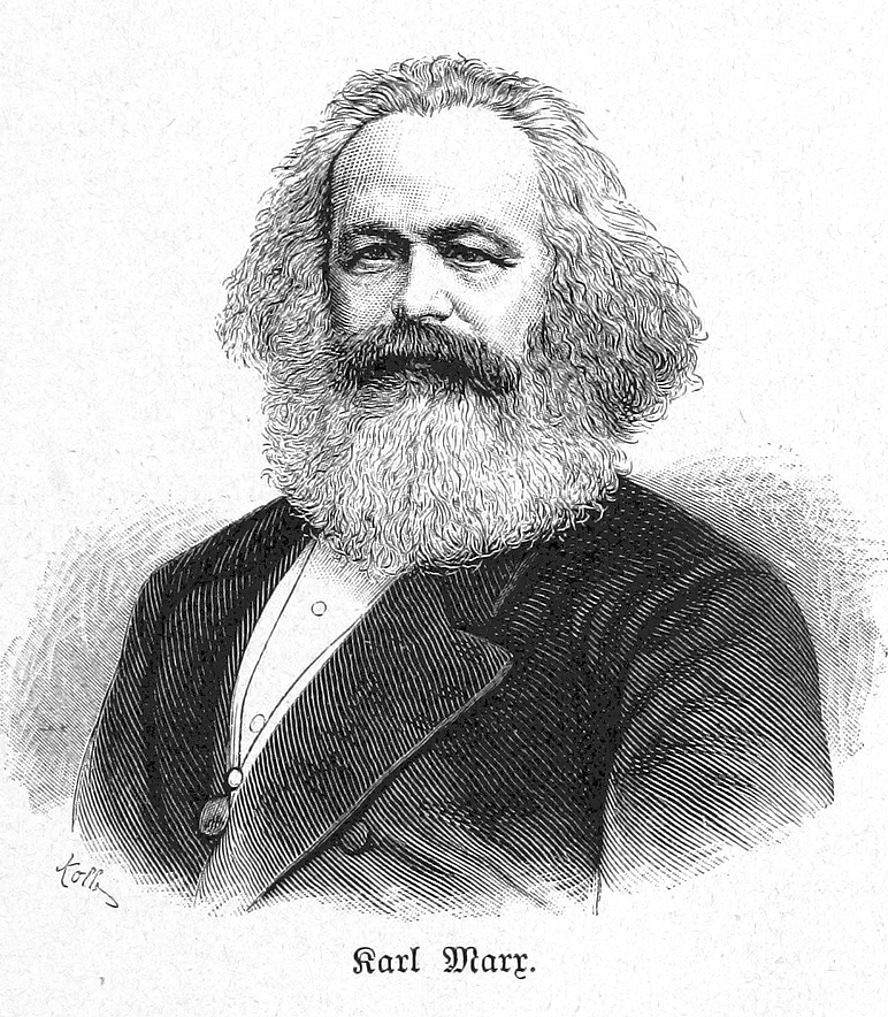
Карл Маркс

См. также: Категория:Умершие 14 марта

### До XIX века
- 1471 — Томас Мэлори (р. ок. 1405), английский писатель, автор «Книги о короле Артуре и о его доблестных рыцарях Круглого стола».
- 1791 — Иоганн Соломон Землер (р. 1725), немецкий богослов, протестантский историк церкви.

### XIX век
- 1801 — Игнацы Красицкий (р. 1735), польский поэт, драматург и публицист.
- 1803 — Фридрих Готлиб Клопшток (р. 1724), немецкий поэт.
- 1823 — Шарль Дюмурье (р. 1739), генерал, поднявший мятеж против Великой французской революции.
- 1848 — Иван Степанович Жиркевич (р. 1789), российский военачальник и мемуарист.
- 1872 — Александр Княжевич (р. 1792), русский государственный деятель, министр финансов (1858—1859), сенатор, член Госсовета.
- 1874 — Иоганн Генрих фон Медлер (р. 1794), немецкий астроном.
- 1883 — Карл Маркс (р. 1818), немецкий философ и политик, основоположник теории коммунизма.

### XX век
- 1905
  - Фёдор Комиссаржевский (р. 1838), российский оперный певец.
  - Алессандро Мартини (р. 1812), итальянский бизнесмен, основатель одной из самых важных компаний, производителей вермута в мире, Martini & Rossi, который производит вермут Мартини.
- 1912 — Пётр Лебедев (р. 1866), физик-экспериментатор, создатель первой в России научной физической школы.
- 1932 — Джордж Истмен (р. 1854), изобретатель и первый производитель плёночной фотокамеры «Кодак».
- 1927 — Янис Чаксте (р. 1859), первый президент Латвийской Республики.
- 1946 — Вернер фон Бломберг (р. 1878), немецкий военачальник, генерал-фельдмаршал (1936), в 1933—1938 годах министр имперской обороны (с 1935 — имперского военного министерства) Германии.
- 1951 — Вэл Льютон (р. 1904), американский кинопродюсер, писатель, сценарист.
- 1953 — Клемент Готвальд (р. 1896), премьер-министр (1946—1948) и президент (1948—1953) Чехословакии.
- 1957
  - Николай Телешов (р. 1867), русский советский писатель и мемуарист.
  - Борис Юрьев (р. 1889), советский учёный-авиатор, академик АН СССР.
- 1970 — Фриц Перлз (р. 1893), немецкий врач-психиатр, основатель гештальт-терапии.
- 1972
  - Владимир Дуров (р. 1909), цирковой артист, дрессировщик, народный артист СССР.
  - Александр Лактионов (р. 1910), живописец и график, народный художник РСФСР.
- 1973 — Говард Эйкен (р. 1900), американский математик, инженер, пионер компьютеростроения.
- 1975 — Сьюзен Хэйуорд (р. 1918), американская актриса, обладательница премии «Оскар».
- 1982 — Кирилл Молчанов (р. 1922), советский композитор.
- 1983 — Морис Роне (р. 1927), французский актёр и кинорежиссёр.
- 1984
  - Аурелио Печчеи (р. 1908), итальянский учёный, общественный деятель.
  - Ованес Шираз (р. 1915), армянский поэт, общественный деятель.
- 1988 — Генрих Малян (р. 1925), армянский режиссёр театра и кино, сценарист, педагог, народный артист СССР.
- 1990 — Ефим Левинсон (р. 1927), артист эстрады, кукловод, заслуженный артист РСФСР.
- 1992 — Александр Михайлов (р. 1922), актёр театра и кино, заслуженный артист РСФСР.
- 1994 — Игорь Шаферан (р. 1932), советский поэт-песенник.
- 1995 — Уильям Фаулер (р. 1911), американский астрофизик, лауреат Нобелевской премии (1983).
- 1997 — Фред Циннеман (р. 1907), американский кинорежиссёр австрийского происхождения.
- 2000 — Даниил Данин (р. 1914), советский и российский писатель, сценарист, литературный критик, популяризатор науки.

### XXI век
- 2005 — Акира Ёсидзава (р. 1911), популяризатор оригами, превративший его из народного промысла в форму искусства.
- 2006 — Леннарт Мери (р. 1929), эстонский писатель и политик, президент Эстонии в 1992—2001 гг.
- 2007 — Илларион Голицын (р. 1928), живописец, график, скульптор, академик РАХ, народный художник России.
- 2015 — Валентин Распутин (р. 1937), русский писатель, Герой Социалистического Труда.
- 2018 — Стивен Хокинг (р. 1942), английский физик-теоретик, космолог, популяризатор науки.

## Приметы
Авдотья Плющиха
- Авдотья подмочи порог, весну сряжает.
- Коли Авдотья красна — и весна красна.
- С Авдотьи погоже — всё лето пригоже.
- На Евдокею тёплый ветер — будет лето тёплое и мокрое.
- Коли Евдокея с дождём — быть лету мокрому.
- У Евдокеи вода — у Егорья (6 мая) трава.
- Коли курочка в Евдокеи напьётся, то и овечка на Егорья наестся.
- На Евдокею холодно — скот кормить лишние две недели[8].
- В средневековой Руси в этот день встречали Новый год, и традиция не работать 1 марта (по старому стилю) сохранялась до XIX века.
- Если с первых дней весна разгульна, незастенчива — обманет, верить нечего.
- Беременные женщины выходили на угорье и смотрели на восходящее солнце. Согласно народному поверью, солнце в этот день даёт силы выносить здорового и крепкого ребёнка.
- Бабки-повитухи (и не только они) вносили полуденный снег в дом и им обтирались (дабы рукам чистота вешняя передалась)[9][10].